# Шельвов (Белогорский район)
Шельвов (укр. Шельвів) — село в Белогорском районе Хмельницкой области Украины.
Население по переписи 2001 года составляло 194 человека. Почтовый индекс — 30226. Телефонный код — 3841. Занимает площадь 0,078 км². Код КОАТУУ — 6820383504.

## Местный совет
30226, Хмельницкая обл., Белогорский р-н, с. Залужье, ул. Садовая, 1